# 無量院 (川崎市)

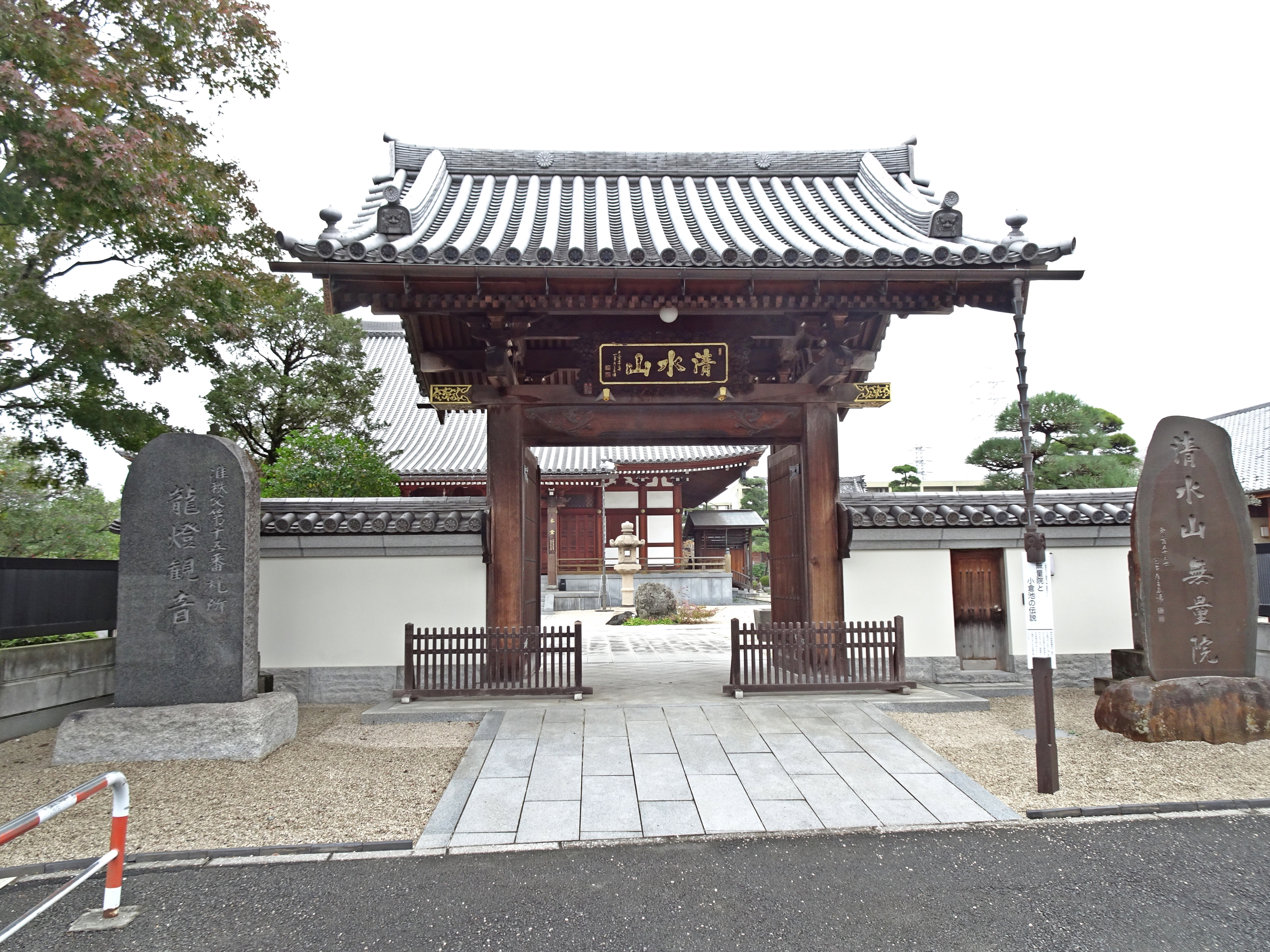
無量院山門

無量院（むりょういん）は、神奈川県川崎市幸区にある天台宗の寺院。

## 歴史
創建年代は不明である。ただ、中興の恵海が1562年（永禄5年）に寂していることから、戦国時代には既に存在していたものと推測される。
境内には、庚申塔を兼ねた石灯籠がある。1661年（寛文元年）の造立で、川崎市内で最古のものである。火袋の部分に地蔵菩薩像が、竿の部分に三猿が彫られている。石灯籠型の庚申塔であることもさることながら、地蔵信仰と庚申信仰が結合している珍しいものという。

## 交通アクセス
- 新川崎駅より徒歩18分。